# Клеріс Йоен Сюїнь
Клеріс Йоен Сюїнь (англ. Clarisse Yeung Suet-ying, кант. 楊雪盈, трансліт. joeng4syut3jing4, нар. 14 листопада 1986 року) — гонконзька громадська і політична діячка, колишня голова районної ради Гонконгу Ван Чай і колишня членкиня виборчого округу Тай Ханг. Нині голова «Культурної варти Гонконгу».
За участь Йоен у продемократичних праймеріз у Гонконзі 2020 року її було заарештовано в січні 2021 разом із понад 50 іншими активістами за звинуваченнями в порушенні закону національної безпеки. Наразі вона перебуває у в'язниці.

## Життєпис
Йоен навчалася в католицькій початковій школі Пок Чі та коледжі мистецтв і наук Коулуну. Закінчила художній факультет Китайського університету Гонконгу в 2011 році та отримала ступінь магістра візуальних мистецтв у Школі візуальних мистецтв Гонконзького баптистського університету. Працювала викладачкою за сумісництвом у коледжі, спеціалізуючись на культурі, мистецтві та політичних дослідженнях.

## Політична кар'єра

### Прихід в політику
У 2012 році художник Чоу Чун-фай кинув виклик функціональному складу Законодавчої ради Гонконгу. Група людей із культурних і мистецьких кіл разом із Йоен Сюїнь заснували «Культурну варту Гонконгу», щоб «кинути виклик абсурдності різних систем Гонконгу від політики і уряду до літературних і мистецьких кіл». Вони почали публікувати дослідження і статті щодо місцевої культурної політики та розвитку. Таким чином Йоен почала свою діяльність у політиці.

У 2013 році «Культурна варта Гонконгу» направила своїх членів балотуватися на виборах до Ради розвитку мистецтва, і Йоен повністю підтримала їхню участь, хоча сама не балотувалася.

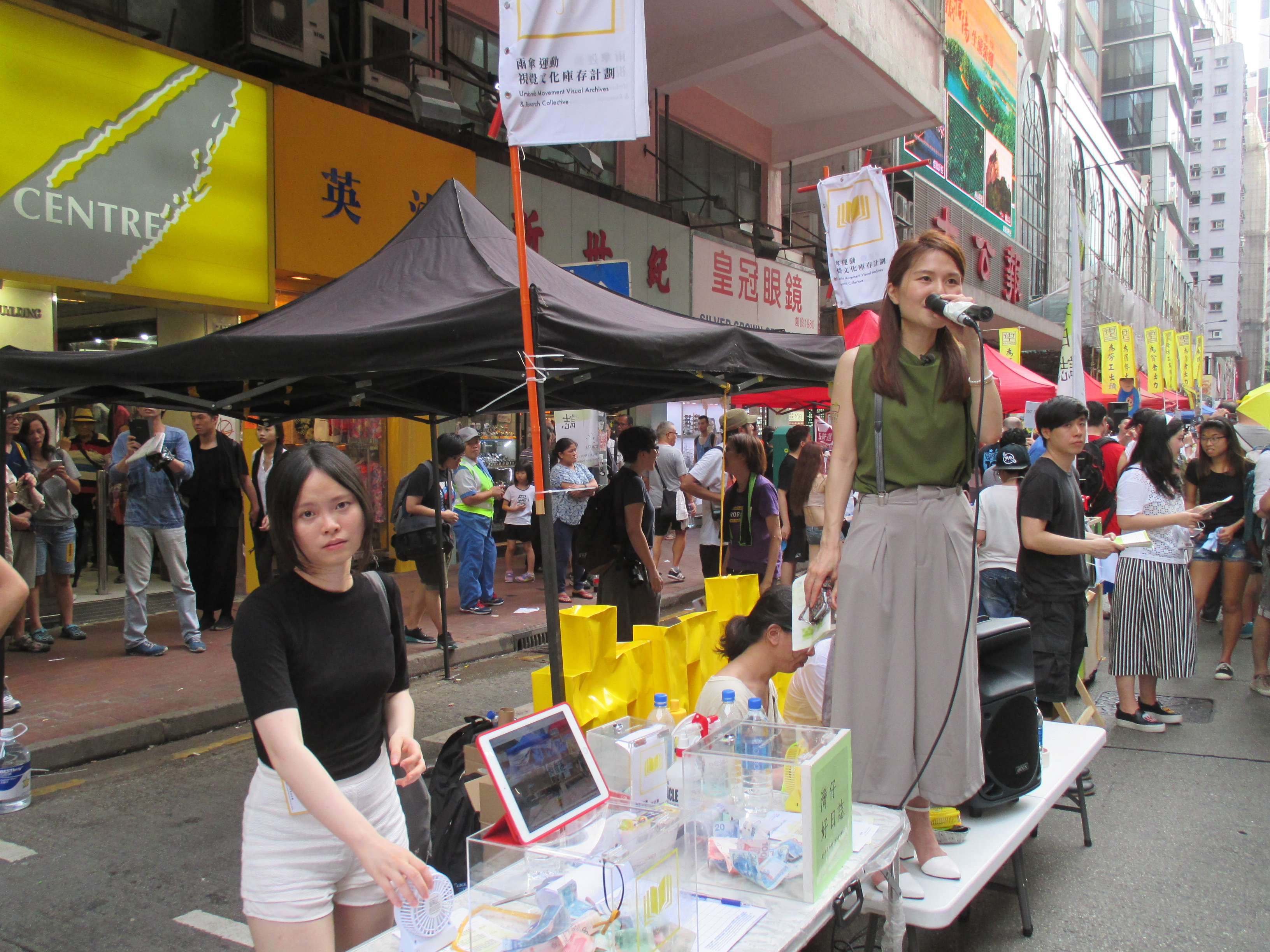
Йоен Сюїнь (справа) із «Проєктом візуального архіву Парасолькового руху» у 2015 році

Під час Парасолькового руху 2014 року Йоен на чолі з групою художників і вчених почали створення «Проєкту візуального архіву Парасолькового руху», ціллю якого був збір художніх інсталяцій, фотографій та інших творів мистецтва, що були пов’язані з рухом.

### Членство у районній раді
У 2015 році Йоен вирішила взяти участь у виборах до районної ради Ван Чай проти пропекінської «Нової народної партії», за що її прозвали однією із «парасолькових десантників». У жовтні 2015 року вона остаточно балотувалася у виборах до окружної ради Гонконгу як незалежний кандидат, отримавши 1398 голосів,  обійшовши свого найближчого суперника на 250 голосів. Після перемоги на виборах вона була назначена районним радником району Ван Чай.

### Балотування до виборчої комісії

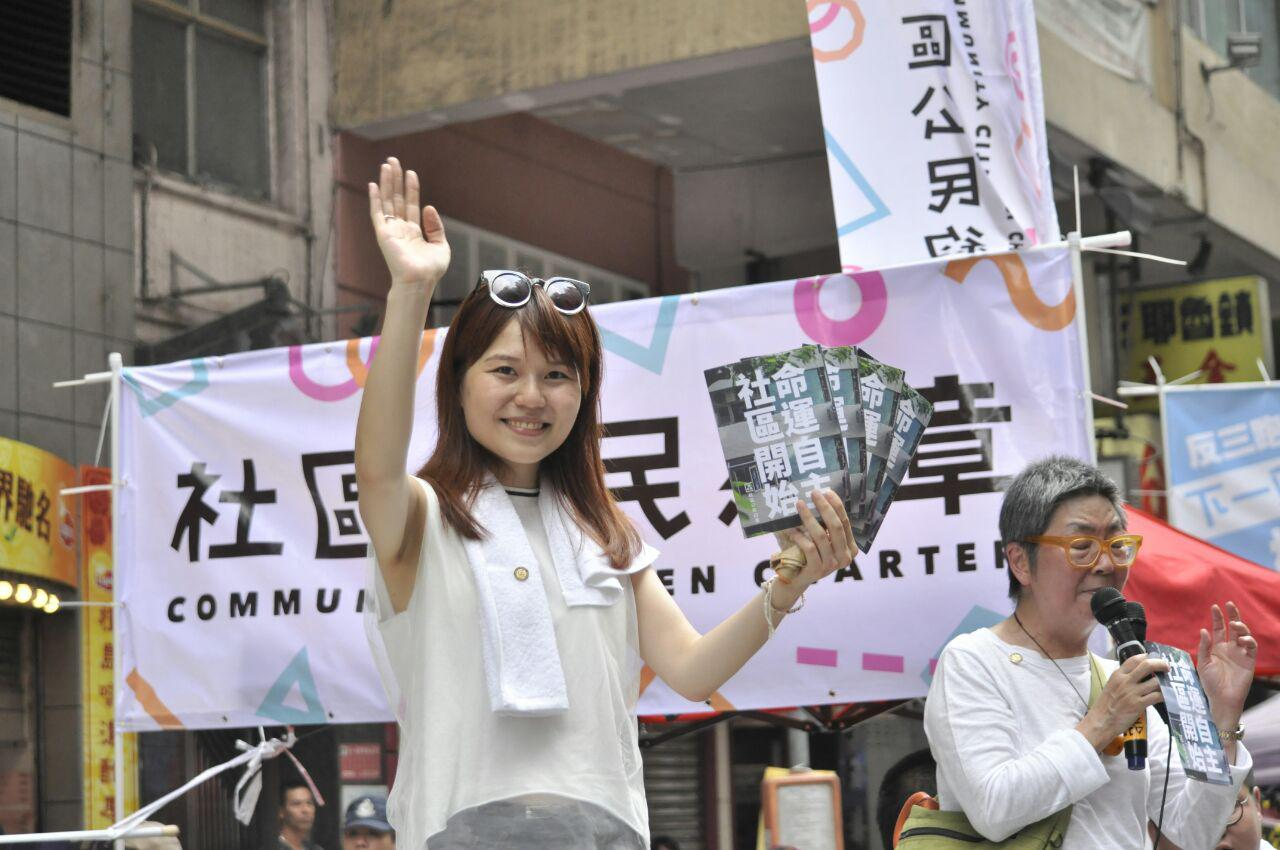
Йоен Сюїнь на мітингу у 2016 році

У другій половині 2016 році Йоен разом з 14 іншими кандидатами сформувала продемократичну групу під назвою «ARTicipants», балотуючись на місця в підсекторі «Культури» на виборах у підсектор виборчого комітету Гонконгу в 2016 році. «ARTicipants» отримали лише 364 голоси і програли вибори пропекінській партії.

### Депутатство у районній раді

#### Боротьба за переобрання і формування «Kickstart Wan Chai»
Перед виборами районної ради Гонконгу в 2019 році Йоен створила нову продемократичну регіональну організацію «Kickstart Wan Chai» і направила туди 10 осіб, щоб конкурувати в окружній раді Ван Чай, прагнучи отримати більшість місць на виборах. На виборах група отримала 2340 голосів, отримавши 6 місць, не дістаючи лише на одне місце до більшості. Проте Йоен була знову переобрана, перемігши свого суперника Ляо Тйоеньчена. Згодом вона була назначена головою районної ради.

### Участь у демократичних праймеріз 2020 року
Йоен брала участь у демократичних праймеріз на виборах до Законодавчої ради Гонконгу 2020 року, але вона отримала лише 5707 голосів, програвши праймеріз.

### Арешт та виключення з членства партії
6 січня 2021 року Йоен разом із 52 іншими продемократичними політиками заарештували за звинуваченнями відповідно до закону про національну безпеку Гонконгу. Її звільнили під заставу наступного дня 7 січня, проте її партія оголосила розформування на своїй фейсбук-сторінці.
15 вересня 2021 року уряд Гонконгу оголосив, що її присяга стала недійсною через «принципи і відповідні правові положення» які були викладені у тлумаченні статті 104 Основного закону Гонконгу, що закінчило її п'ятирічний термін на посаді районного депутата.

## Зовнішні посилання
Клеріс Йоен Сюїнь у соцмережі «Facebook»